# Hélène d’Orléans

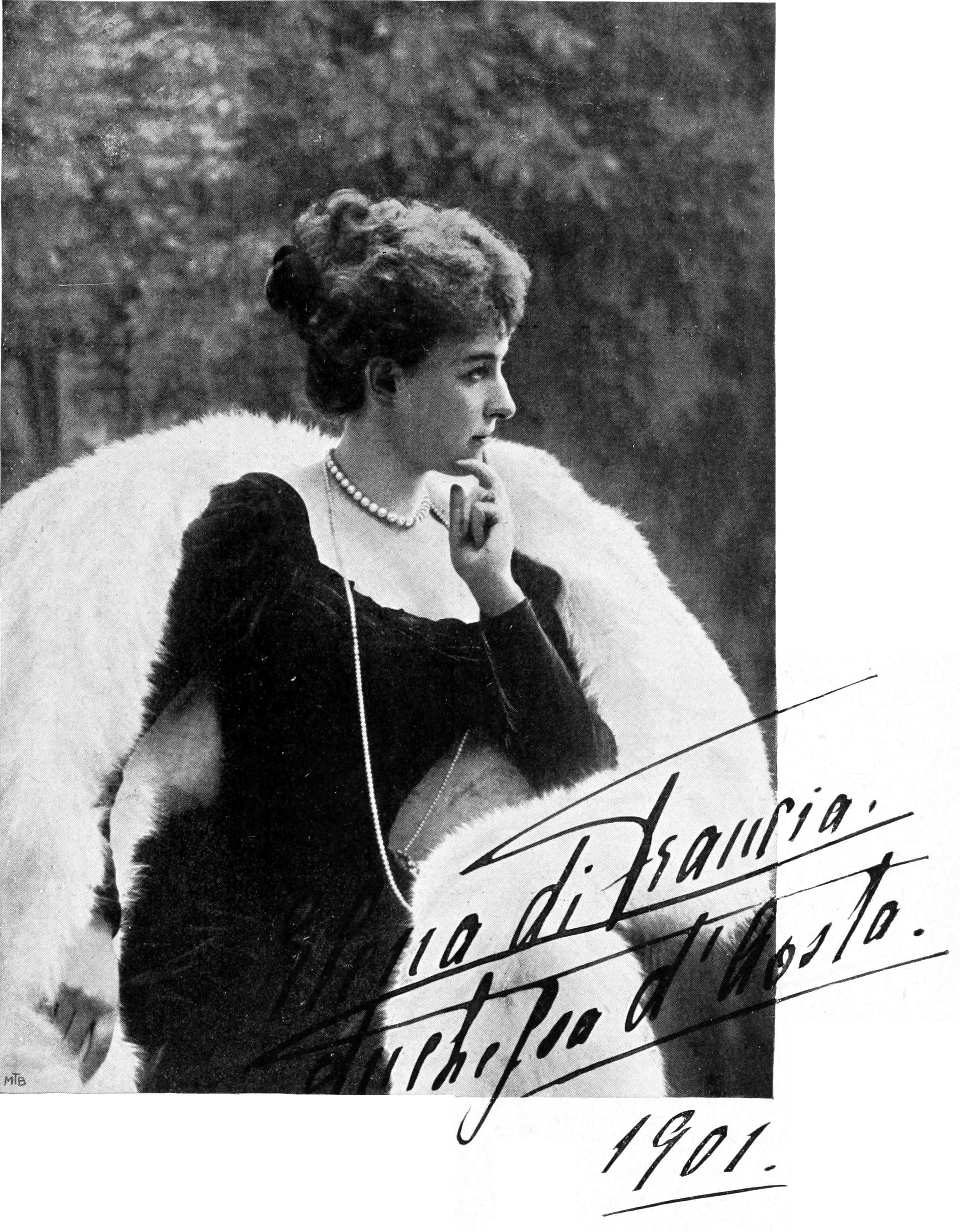
Hélène d’Orléans (1901)

Hélène Louise Françoise Henriette d’Orléans (* 13. Juni 1871 in Twickenham; † 21. Januar 1951 in Castellammare di Stabia bei Neapel), Prinzessin von Orléans, Prinzessin von Frankreich, Herzogin von Aosta, war eine Tochter des französischen Thronprätendenten Louis Philippe von Orléans und die Ehefrau von Herzog Emanuel Philibert von Aosta.

## Leben

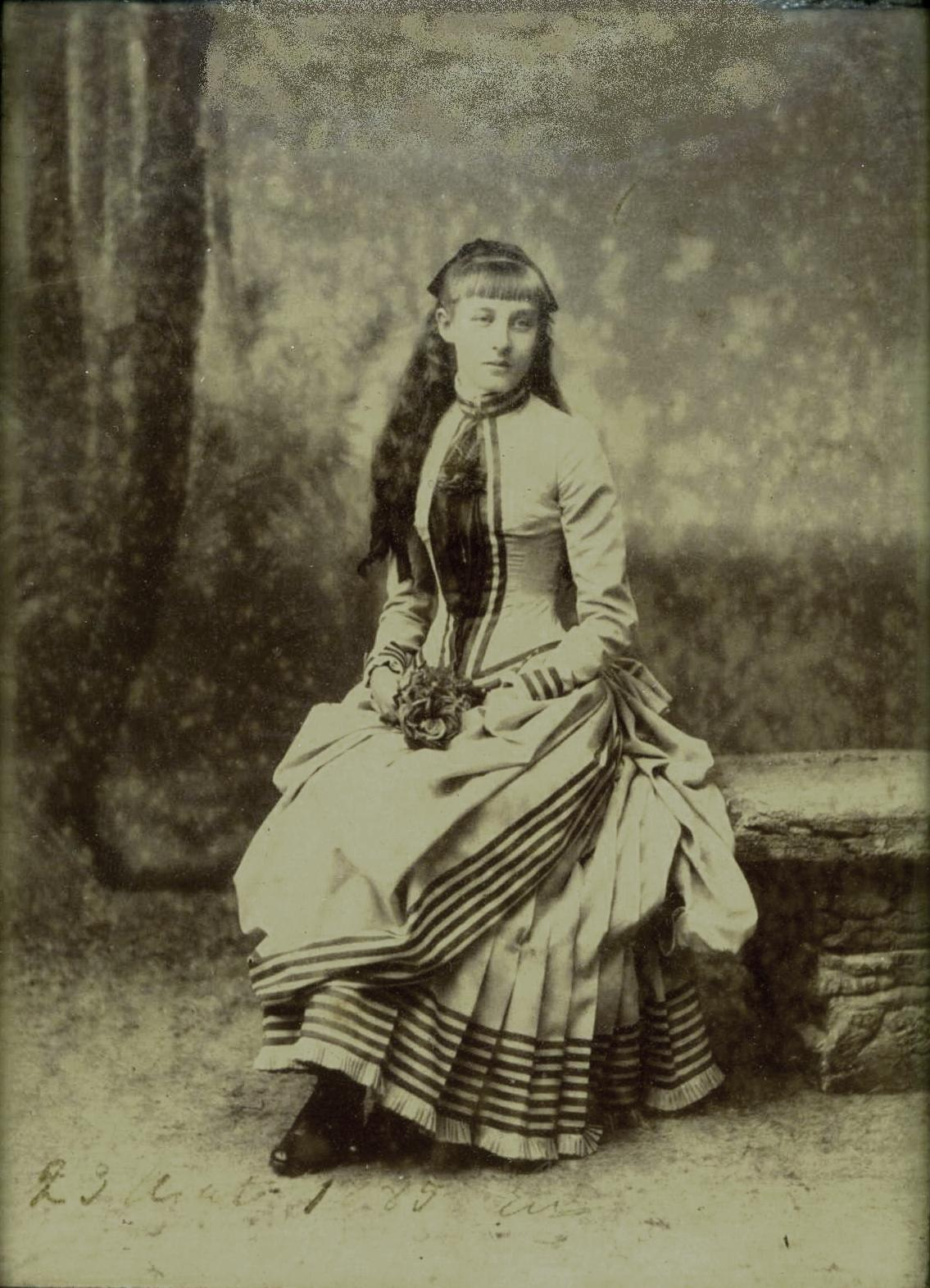
Hélène d’Orléans (1885)

Als Tochter des französischen Thronprätendenten Louis Philippe Albert d’Orléans und der spanischen Infantin Maria Isabella d’Orléans-Montpensier war Hélène ein Mitglied des Hauses Orléans und eine direkte Nachkommin des letzten Königs von Frankreich, Ludwig Philipp I. (1773–1850).
Es war üblich, Ehebündnisse zwischen regierenden Königshäusern und abgesetzten Dynastien – wie es das Haus Orléans nach seiner Entthronung 1848 war – zu schließen. So sollte Hélène wie bereits ihre Schwester Amélie von Orléans, die den portugiesischen König Karl I. geehelicht hatte, in eine europäische Königsfamilie einheiraten. Hélènes Aspiranten waren 1890 Prinz Albert Viktor (1864–1892), der älteste Sohn des englischen Königs Eduard VII., und der spätere Zar Nikolaus II. von Russland. Hélène weigerte sich allerdings ihren katholischen Glauben aufzugeben und zur anglikanischen oder zur russisch-orthodoxen Kirche zu konvertieren, wodurch beide Heiratspläne scheiterten.
Am 25. Juni 1895 heiratete sie schließlich Herzog Emanuel Philibert von Aosta (1869–1931), dem sie zwei Söhne gebar: Amadeus und Aimone.
Aufgrund gesundheitlicher Probleme reiste Hélène oft nach Afrika und in den fernen Orient. Ihre Faszination für den schwarzen Kontinent gab sie an ihren älteren Sohn Amadeus, dem späteren Vizekönig von Äthiopien, weiter. Von 1911 bis 1921 war er für das italienische Rote Kreuz in Afrika tätig und erhielt mehrere militärische Auszeichnungen. Im Jahr 1947 spendete er der Nationalbibliothek von Neapel die „Sammlung Aosta“, bestehend aus Büchern und außergewöhnlichen afrikanischen Objekten sowie eine Fotosammlung.
Nach dem Tod ihres Ehemanns Emanuel 1931 heiratete die Herzogin 1936 Oberst Otto Campini (1872–1951).

## Nachkommen
Aus ihrer ersten Ehe mit Herzog Emanuel Philibert von Aosta stammten zwei Söhne:
- Amadeus von Savoyen, 3. Herzog von Aosta; ⚭ Anne Hélène Marie von Orléans (1906–1986), Tochter von Jean d’Orléans, duc de Guise (1874–1940) und Hélènes jüngerer Schwester Isabelle d’Orléans (1878–1961)
- Aimone von Spoleto, 4. Herzog von Aosta und als Tomislav II. König von Kroatien; ⚭ Prinzessin Irene von Griechenland (1904–1974), der Tochter von König Konstantin I. von Griechenland (1868–1923)

## Ehrungen
Nach ihr sind benannt die Pflanzengattungen Aostea Buscal. & Muschl. aus der Familie der Korbblütler (Asteraceae) und Sabaudia Buscal. & Muschl. aus der Familie der Lippenblütler (Lamiaceae).

## Schriften
- Viaggi in Africa: opera illustrata da 487 incisioni, un ritratto in eliotipia e una carta a colori. Treves, Mailand 1913, OCLC 255662151 (Information online – Reise in Afrika).
- Vie errante: sensations d’Afrique. Viassone, Ivrea (TO) 1921, OCLC 799618758 (Wandertrieb. Sensationen Afrikas).